# I'll Be in the Sky
I'll Be in the Sky è un brano musicale del rapper statunitense B.o.B, pubblicato come quinto singolo estratto dall'album B.o.B Presents: The Adventures of Bobby Ray il 31 gennaio 2011 dall'etichetta discografica Atlantic. Originariamente il brano faceva parte del mixtape Who the F**k is B.o.B? del 2008.

## Tracce
Digital download
1. I'll Be in the Sky (Album Version) - 4:06

## Classifiche
| Classifica (2011) | Posizione raggiunta |
| ----------------- | ------------------- |
| Irlanda           | 24                  |
| Regno Unito       | 61                  |